# Библіотека для чтенія
«Библіотека для чтенія» — щомісячний російський журнал універсального змісту, що виходив у Санкт-Петербурзі в 1834—1865; перший багатотиражний журнал у Російській імперії.

## Історія
Журнал заснував видавець і книготорговець О. П. Смирдін. Редактором журналу був запрошений професор Санкт-Петербурзького університету і літератор О. І. Сенковський, якому було призначено незвично велику для того часу платню в 15 тисяч рублів (не рахуючи плати за співпрацю). Поділ функцій між видавцем і редактором було нововведенням в російській журналістиці. Смирдін також вперше в російській пресі ввів твердий авторський гонорар — 200 рублів за аркуш, для знаменитих письменників до 1000 рублів і вище. На титульному аркуші друкувався список з близько шістдесяти авторів, чиї вчені та літературні праці передбачалося поміщати в журналі. За згоду відомих письменників вказати своє ім'я в списку співробітників Смирдін також платив.
«Журнал словесності, наук, мистецтв, промисловості, новин і мод» виходив з винятковою точністю 1 числа кожного місяця. Кожна книжка була об'ємом 25 — 30 друкованих аркушів. Постійними відділами були «Російська словесність», «Іноземна словесність», «Науки і мистецтва», «Промисловість і сільське господарство», «Критика», «Літературна літопис», «Суміш»; кожен номер містив також опис модних туалетів з картинкою мод.
У другій рік видання у журналу налічувалося п'ять тисяч передплатників, два роки по тому їх число виросло до семи тисяч осіб. Великий тираж дозволяв утримувати порівняно невисоку передплатну плату — 50 рублів за рік.
У 1834—1835 роках співредактором журналу був М. І. Греч. Серед авторів були І. Т. Калашников, що помістив в журналі повість «Життя селянки» (1835 рік, т. 13), О. І. Іваницький («Нерозмінний червонець»); регулярно друкувалися вірші О. В. Тимофєєва. З ростом впливу журналу «Вітчизняні записки» А. О. Краєвського і зі зміною ситуації в російському суспільстві і журналістиці в 1840-і роки журнал почав втрачати популярність. Число передплатників в 1847 році впало до трьох тисяч. Смирдін до цього часу розорився і в 1848 році передав журнал книгопродавцю В. П. Печаткіну. Печаткін запросив співредактором А. В. Старчевського.
У 1856 році Сенковський був відсторонений від редагування. В кінці 1857 року до складу редакції увійшов О. Ф. Писемський, з листопада 1860 року став одноосібним редактором.

З 1863 року редактор П. Д. Боборикін.